# Clara Hakedosha
Pour plus de détails, voir Fiche technique et Distribution.
Clara Hakedosha (קלרה הקדושה) est un film israélien réalisé par Ari Folman et Ori Sivan, sorti en 1996. Le film reçut l'Ophir du meilleur film.

## Fiche technique
- Titre original : קלרה הקדושה, Clara Hakedosha (litt. « Sainte Claire »)
- Réalisation : Ari Folman et Ori Sivan d'après le roman de Pavel Kohout
- Scénario : Ari Folman et Ori Sivan
- Musique : Berry Sakharof
- Durée : 85 minutes
- Pays d'origine :  Israël
- Genre : drame
- Date de sortie : 1996

## Distribution
- Lucy Dubinchik : Clara Chanov
- Halil Elohev : Eddie Tikel
- Johnny Peterson : Rosy
- Maya Maron : Libby
- Maya De-Fries : Eleanor Galash
- Tal Feigenboim : Galit Biron
- Yigal Naor : Directeur Tissona
- Tal Ben-Bina : la mère de Tikel
- Menashe Noy : le père de Tikel
- Evgenia Dodina : la mère de Clara
- Etgar Keret